# Lepetodrilus schrolli
Lepetodrilus schrolli is een slakkensoort uit de familie van de Lepetodrilidae. De wetenschappelijke naam van de soort is voor het eerst geldig gepubliceerd in 1993 door L. Beck.